# Claudio Villa (quarto album del 1957)
Claudio Villa (1957) è il quarto album di Claudio Villa.

## Descrizione
La Vis Radio pubblica nel 1957 una serie di 33 giri con incisioni effettuate tra il 1949 e il 1956 da Claudio Villa quando egli era sotto contratto con questa casa discografica, i dischi vengono pubblicati anche per sfruttare l'onda del successo di quell'anno a Sanremo dell'artista con il brano Corde della mia chitarra.
I brani quindi sono tutti già editati e non vi sono canzoni nuove, ma tutte sono comunque inedite su LP, i brani più famosi sono sicuramente: L'eco der core, Addio sogni di gloria e Rondinella foresteira alcuni di questi verranno reincisi dal cantante romano.
Anche questo disco di Villa fu pubblicato in formato 25 cm (leggermente più piccolo di un normale LP).

## Tracce
- LP (Vis Radio, Vi.M.T. 24006)

Lato A
1. Samba alla fiorentina
2. L'eco der core
3. Come l'onda
4. Letterine del soldato

Lato B
1. Addio sogni di gloria
2. Bella dispettosa
3. Un garofano rosso
4. Rondinella forestiera